# Plethodon vandykei
Plethodon vandykei — вид хвостатих амфібій родини Безлегеневі саламандри (Plethodontidae).

## Поширення
Вид є ендеміком США. Поширений у Каскадних горах в штаті Вашингтон на заході країни. Трапляється у помірних лісах.